# Калямин, Вячеслав Иванович
Вячесла́в Ива́нович Каля́мин (3 октября 1940, Павлюково, Калининская область — 27 сентября 2001, Холмогоры, Архангельская область) — советский и российский партийный и политический деятель, председатель Архангельского областного собрания депутатов второго созыва (1996—2000), член Совета Федерации (1996—2001).

## Биография
Вячеслав Иванович Калямин родился 3 октября 1940 года в селе Павлюково Завидовского района Калининской области (ныне в — Конаковском районе Тверской области). После окончания Кировского горного техникума и автодорожного факультета Архангельского лесотехнического института (в 1969 году) работал на строительстве дорог в Архангельской области.
В 1987 году Калямин стал начальником предприятия «Архангельскавтодор» Калямин В. И. (1987—1996) — Архангельскавтодор Как инженер-дорожник он принимал непосредственное участие в строительстве автодороги Москва-Архангельск. Также, он был одним из разработчиков государственной программы для Архангельской области «Дороги Нечерноземья», а затем, будучи начальником «Автодора», также и реализовывал её.
Кроме того, Вячеслав Иванович был инициатором строительства мостового перехода и через Малую Северную Двину у Котласа. Только за пять лет работы (с 1988 по 1993 год) в области было построено и сдано по объединению «Архангельскавтодор» более 1200 километров дорог.
Калямин справедливо полагал, что только при наличии хорошего транспортного сообщения возможно развитие экономики региона. В период его руководства Автодором, в области строилось более трехсот километров дорог в год.
В 1993 году Вячеслав Калямин был избран депутатом Архангельского областного Собрания депутатов первого созыва. В 1996 году вновь был избран депутатом регионального парламента, а затем председателем областного Собрания депутатов второго созыва. Как глава законодательного органа власти региона, по должности входил в состав Совета Федерации Федерального Собрания Российской Федерации
После выборов в 2000 году нового состава областного Собрания третьего созыва, его возглавил новый председатель — бывший глава предприятия «Севералмаз» Виталий Фортыгин, а Калямин в число депутатов парламента не попал. Но, в соответствии с новым законом «О порядке формирования Совета Федерации Федерального Собрания Российской Федерации» он продолжал исполнять свои полномочия до избрания нового члена Совета Федерации — представителя от законодательного органа государственной власти субъекта РФ. Был членом Комитета по вопросам экономической политики.
27 сентября 2001 года Вячеслав Калямин за рулём собственного автомобиля «Волга», вместе с женой возвращался из Каргополя, куда ездил на юбилей к родственнику. Поздно вечером, на 208-м километре трассы Архангельск-Москва он не справился с управлением, выехал на встречную полосу и врезался в «ЗИЛ-131». Через час от полученных травм сенатор скончался в районной Холмогорской больнице. Был похоронен в Архангельске на Кузнечевском кладбище.

## Награды и звания
- Заслуженный строитель Российской Федерации (20 июля 1996 года)[4] — за заслуги перед государством и многолетний добросовестный труд в области строительства
- Почётная грамота Совета Федерации Федерального Собрания Российской Федерации
- Почётный доктор Архангельского государственного технического университета (1999)
- Почётный доктор Северного Арктического Федерального Университета им. М. В. Ломоносова (преемственно от АГТУ, посмертно)[5]
- медали

## Память
- На здании библиотеки города Сольвычегодска (Котласский район, Архангельская область) Вячеславу Калямину установлена мемориальная доска, как организатору фестиваля юмора Козьмы Пруткова[6].
- В ректорате САФУ им. М. В. Ломоносова в числе портретов галереи почётных докторов университета находится и портрет Вячеслава Ивановича.